# Westmont (Califórnia)
Westmont é uma região censo-designada localizada no estado americano da Califórnia, no Condado de Los Angeles.

## Demografia
Segundo o censo americano de 2000, a sua população era de 31.623 habitantes.

## Geografia
De acordo com o United States Census Bureau tem uma área de 4,8 km², dos quais 4,8 km² cobertos por terra e 0,0 km² cobertos por água.

## Localidades na vizinhança
O diagrama seguinte representa as localidades num raio de 8 km ao redor de Westmont.